# Sergio Berti
Sergio Ángel Berti Pizzani (* 17. Februar 1969 in Villa Constitución, Provinz Santa Fe, Argentinien) ist ein ehemaliger argentinischer Fußballspieler. Er nahm an der Fußball-Weltmeisterschaft 1998 teil.

## Karriere

### Verein
Berti begann seine Profikarriere bei den Boca Juniors. Mit diesem Klub gewann er 1989 die Supercopa Sudamericana. 1990 wechselte er innerhalb von Buenos Aires zum Lokalrivalen River Plate, für den er bis 1999 spielte. In diesem Zeitraum gewann er dort sechs nationale Meistertitel und 1997 erneut die Supercopa Sudamericana. Diese Periode wurde nur durch zwei jeweils einjährige Gastspiele in Europa beim AC Parma in Italien und Real Saragossa in Spanien unterbrochen. Mit Parma gewann er 1993 den Europapokal der Pokalsieger, wurde im Finale aber nicht eingesetzt. Es folgten weitere kürzere Engagements in Mexiko, den Vereinigten Arabischen Emiraten, Argentinien und Ecuador.
Bei seiner letzten Station als Profi, dem schottischen Klub FC Livingston, wurde er 2003 ohne einen Pflichtspieleinsatz entlassen, nachdem er zuvor in einem Freundschaftsspiel gegen den englischen Klub FC Morecambe seinen 18-jährigen Teamkollegen Richard Brittain bespuckt hatte.

### Nationalmannschaft
Zwischen 1991 und 1998 bestritt Berti 23 Länderspiele für die argentinische Nationalmannschaft, in denen er zwei Tore erzielte.
Anlässlich der Fußball-Weltmeisterschaft 1998 in Frankreich berief ihn Nationaltrainer Daniel Passarella in das argentinische Aufgebot. Dort wurde Berti im letzten Gruppenspiel der Vorrunde gegen Kroatien in der 81. Spielminute für seinen Vereinskollegen bei River Plate, Marcelo Gallardo, eingewechselt. Zu seinem zweiten Turniereinsatz kam er im Achtelfinalspiel gegen England. In der ersten Minute der Verlängerung wurde er für seinen Mannschaftskapitän Diego Simeone eingewechselt. Als erster Schütze des anschließenden Elfmeterschießens verwandelte er zum 1:0 und legte den Grundstein zum argentinischen 4:3-Erfolg.
Zudem nahm er an der Copa América 1995 und 1997 teil. Argentinien schied jeweils im Viertelfinale aus.

## Erfolge
- Argentinische Meisterschaft: Apertura 1991, 1993, 1994, 1996, 1997; Clausura 1997
- Supercopa Sudamericana: 1989, 1997
- Europapokal der Pokalsieger: 1993